# Edward Wadsworth
Edward Alexander Wadsworth, född 29 oktober 1889 i Cleckheaton i West Yorkshire, död 21 juni 1949 i London, var en brittisk konstnär. Han studerade på skolan 
Slade School of Fine Art, och blev där verksam inom vorticismen. 

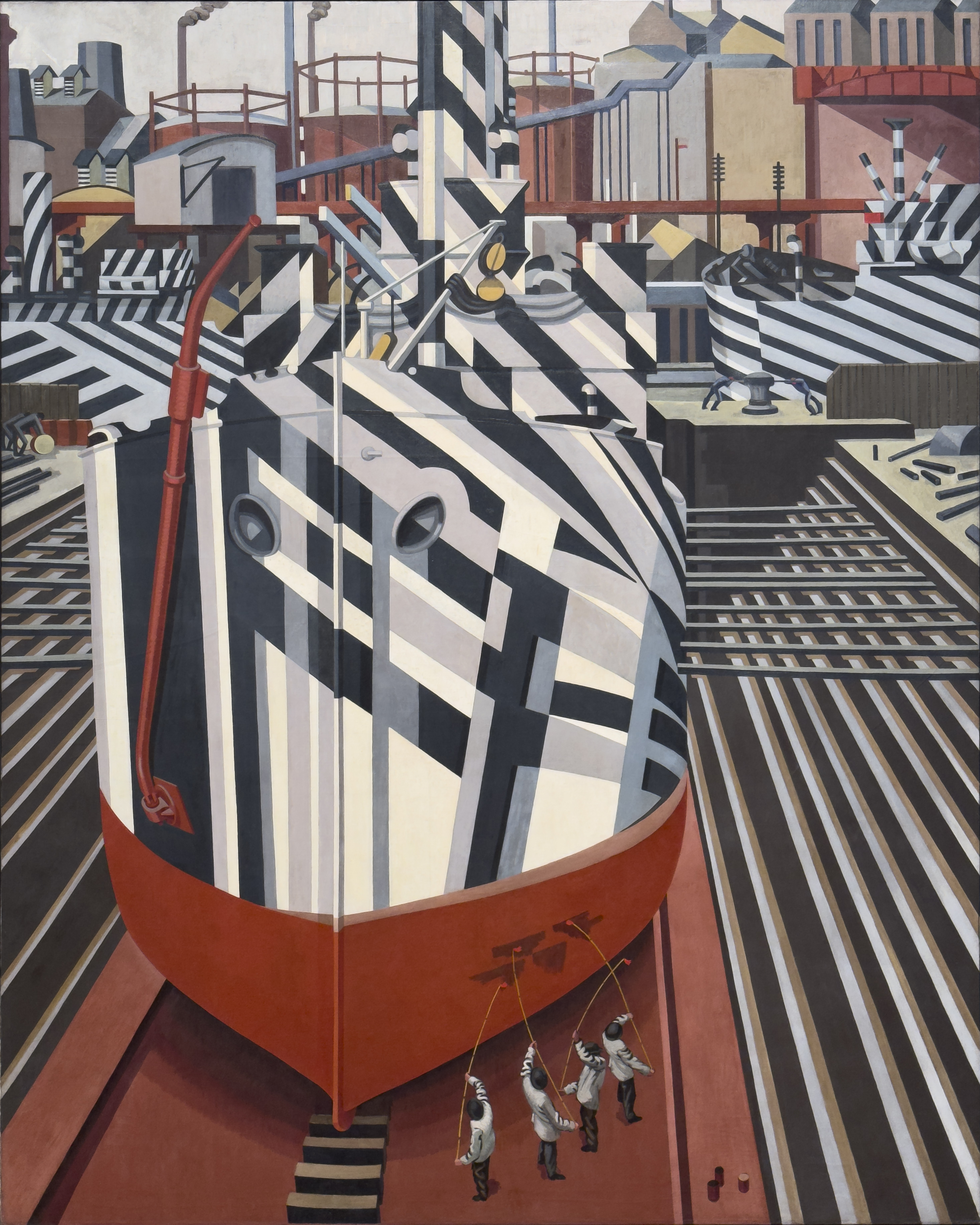
Wadsworths målning "Dazzle-ships in Drydock at Liverpool" från 1919 finns på National Gallery of Canada.

Wadsworths tavla "Dazzle-ships in Drydock at Liverpool" inspirerade Peter Saville till omslaget på Orchestral Manoeuvres in the Darks album Dazzle Ships. Wadsworth övervakade själv målningsarbetet av så kallade "dazzle ships" under första världskriget.